# Nombre ondulant
 (février 2024).
Si vous disposez d'ouvrages ou d'articles de référence ou si vous connaissez des sites web de qualité traitant du thème abordé ici, merci de compléter l'article en donnant les références utiles à sa vérifiabilité et en les liant à la section « Notes et références ».
En mathématiques récréatives, un nombre ondulant est un entier naturel qui est de la forme ababab… en base dix, avec a ≠ b. On demande de plus que le nombre ait au moins trois chiffres, parce que sinon, tous les nombres à deux chiffres seraient ondulants.
Les dix premiers nombres de cette sorte sont 101, 121, 131, 141, 151, 161, 171, 181, 191 et 202 (suite A046075 de l'OEIS).
Des exemples de nombres ondulants plus élevés sont :  6 363, 80 808 et 1 717 171.
Pour tout n ≥ 3, il existe exactement 81 nombres ondulants à n chiffres, puisqu'il y a 9 choix pour le premier chiffre a (de 1 à 9) et 9 pour b (de 0 à 9 en excluant a).